# Bonzo
Forma de sacerdote ou homem místico. A palavra tem caído em desuso no português brasileiro.  Pode-se encontrar uma referência a esse termo no conto de Machado de Assis "O segredo do Bonzo".
Monge, servidor de um templo, estudioso de teologia e outras ciências humanas.
No oriente antigo (séc V a XV), a tradução da palavra Bonzo se refere ao homem
religioso, sacerdote ou não, que por sua cultura geral, serve de conselheiro,
psicólogo, curandeiro de males físicos e espirituais, além de mediador de 
discussões e desentendimentos em sua comunidade.